# 乔治·格罗夫

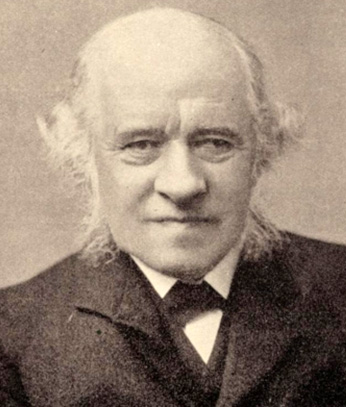
1890年代摄

乔治·格罗夫爵士 CB（1820年8月13日—1900年5月28日），英国著名音乐史作家，早年曾做过工人，他奠基的《新格羅夫音樂與音樂家辭典》日后成为了音乐界重要的百科全书类巨著。